# Arapeí
Arapeí est une municipalité brésilienne de l'État de São Paulo et la Microrégion de Bananal.

## Démographie
| Évolution de la population (municipalité) | Évolution de la population (municipalité) | Évolution de la population (municipalité) | Évolution de la population (municipalité) |
| Année                                     | Population                                |                                           | %±                                        |
| ----------------------------------------- | ----------------------------------------- | ----------------------------------------- | ----------------------------------------- |
| 2000                                      | 2 618                                     |                                           | —                                         |
| 2010                                      | 2 493                                     |                                           | −4,8%                                     |
| 2022                                      | 2 330                                     |                                           | −6,5%                                     |
| ,                                         |                                           |                                           |                                           |